# Administração de Pequenas Empresas dos Estados Unidos
A Administração de Pequenas Empresas (SBA) é uma agência governamental dos Estados Unidos que fornece suporte a empreendedores e pequenas empresas. A missão da Administração de Pequenas Empresas é "manter e fortalecer a economia do país, possibilitando o estabelecimento e a viabilização de pequenos negócios e auxiliando na recuperação económica das comunidades após desastres". As atividades da agência foram resumidas como os "3 Cs" de capital, contratos e aconselhamento.
Os empréstimos da SBA são feitos por meio de bancos, cooperativas de crédito e outros credores que fazem parceria com a SBA. O SBA fornece uma garantia apoiada pelo governo em parte do empréstimo. De acordo com a Lei de Recuperação e a Lei de Empregos para Pequenas Empresas, os empréstimos da SBA foram aprimorados para fornecer até 90 por cento de garantia a fim de fortalecer o acesso ao capital para pequenas empresas após o congelamento do crédito em 2008. A agência teve volumes de empréstimos recorde no final de 2010.
A SBA ajuda a liderar os esforços do governo federal para entregar 23% dos contratos federais principais a pequenas empresas. Os programas de contratação de pequenas empresas incluem esforços para garantir que certos contratos federais cheguem às pequenas empresas pertencentes a mulheres e veteranos incapacitados, bem como empresas que participam de programas como o Programa de Desenvolvimento de Negócios 8 (a) e HUBZone. Em março de 2018, a SBA lançou o SBA Franchise Directory , com o objetivo de conectar empreendedores a linhas de crédito e capital a fim de expandir os seus negócios.
A SBA tem pelo menos um escritório em cada estado dos EUA. Além disso, a agência oferece subsídios para apoiar parceiros de aconselhamento, incluindo aproximadamente 900 Centros de Desenvolvimento de Pequenos Negócios (geralmente localizados em faculdades e universidades), 110 Centros de Negócios Femininos e SCORE, um corpo de mentores voluntários de líderes empresariais aposentados e experientes. Esses serviços de aconselhamento prestam serviços a mais de 1 milhão de empresários e pequenos empresários anualmente. O presidente Obama anunciou em janeiro de 2012 que elevaria a SBA ao Conselho de Ministros, posição que ocupou pela última vez durante a administração Clinton, tornando assim o Administrador da Administração de Pequenas Empresas um cargo de gabinete.

## Estura da Organização
O SBA tem um administrador e um administrador adjunto. Tem um administrador ou diretor associado para os seguintes cargos:
- Desenvolvimento de negócios
- Acesso de capital
- Comunicação e ligação pública
- Assuntos Parlamentares e Legislativos
- Gestão de risco de crédito
- Assistência em Desastres
- Desenvolvimento Empresarial
- Educação para o Empreendedorismo
- Oportunidades iguais de emprego e conformidade com os direitos civis
- Parcerias religiosas e de vizinhança
- Operações em campo
- Contratação governamental e desenvolvimento de negócios
- Audiências e recursos
- Programa HUBZone
- Comércio internacional
- Investimento e Inovação
- Gestão e administração
- Assuntos Nativos Americanos
- Gestão de Desempenho
- Centros de desenvolvimento de pequenas empresas
- Veterans Business Development
- Propriedade de empresa feminina

Os nomeados pelo Senado incluem: Administrador, Administrador Adjunto, Conselheiro Chefe de Advocacia e Inspetor Geral.

## Programas de empréstimo

### Programa de garantia de empréstimo
O Programa de Garantia de Empréstimos 7 (a) foi elaborado para ajudar os empresários a iniciar ou a expandir os seus pequenos negócios. O programa disponibiliza capital para pequenas empresas por meio de instituições de crédito bancárias e não bancárias.

### Programa de empréstimo para desastres

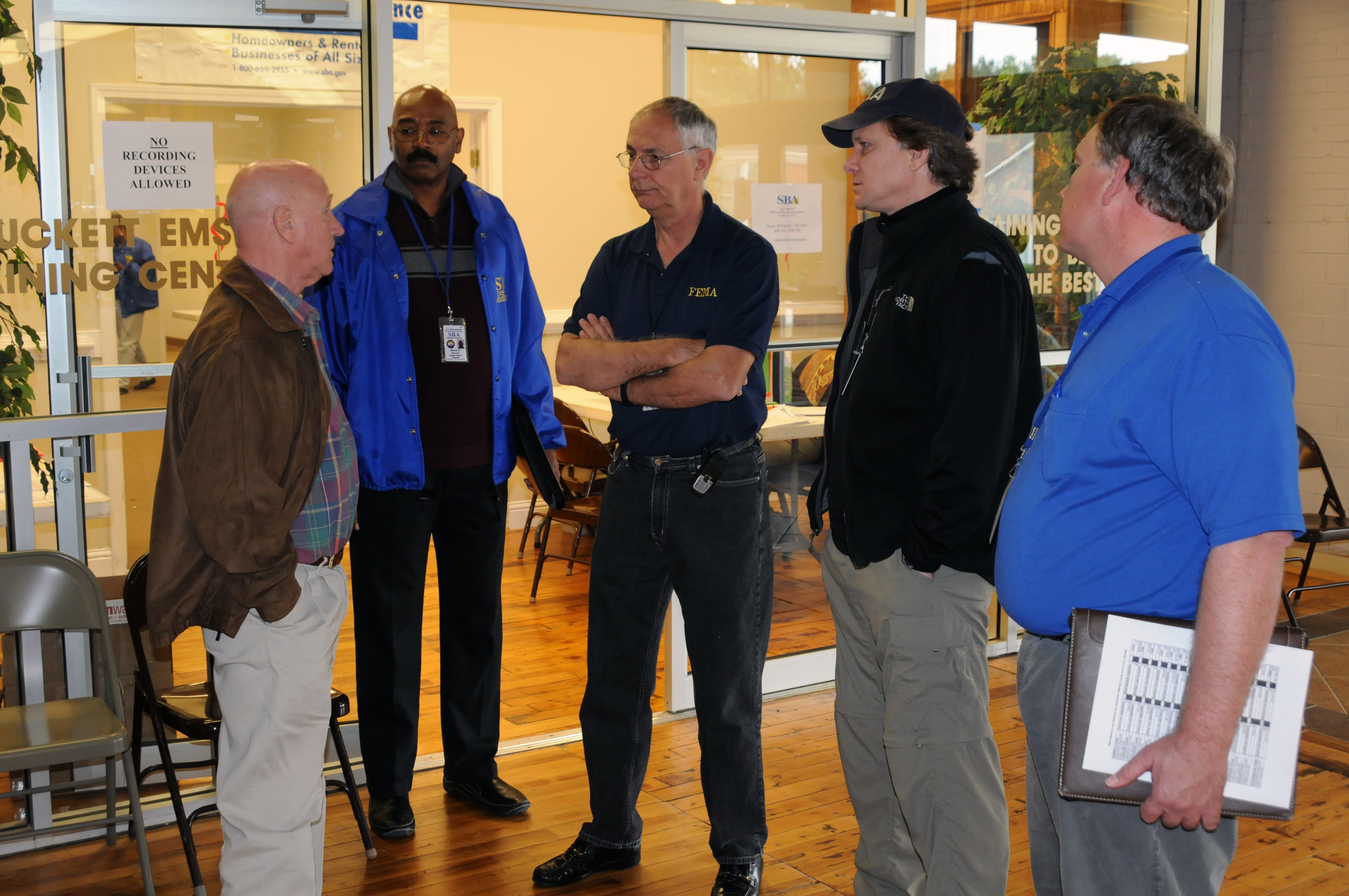
SBA abre Centro de Empréstimos de desastre em Austell, Georgia, 26 de outubro de 2009.

Os proprietários têm direito a empréstimos de longo prazo e a juros baixos para reconstruir ou consertar uma propriedade danificada à condição anterior ao desastre.
As empresas também são elegíveis para empréstimos de longo prazo e a juros baixos para se recuperar de desastres declarados. Os empréstimos de alívio em desastres são geralmente aprovados em 21 dias. Porém, após o furacão Katrina, a SBA processou os pedidos, em média, em cerca de 74 dias.

### Programa de microcrédito
O programa de microcrédito fornece empréstimos diretos a credores intermediários sem fins lucrativos qualificados que, por sua vez, fornecem “microcréditos” de até  50.000 dólares para pequenas empresas e creches sem fins lucrativos. Ele também fornece marketing, gerenciamento e assistência técnica para tomadores de microcrédito e potenciais tomadores.